# Smash Court Tennis 3
 (août 2015).
 (août 2015).
Si vous disposez d'ouvrages ou d'articles de référence ou si vous connaissez des sites web de qualité traitant du thème abordé ici, merci de compléter l'article en donnant les références utiles à sa vérifiabilité et en les liant à la section « Notes et références ».
Smash Court Tennis 3 est un jeu vidéo de tennis développé par Namco et édité par Bandai Namco. Il est le troisième opus de la série de jeux de tennis Smash Court.
Il sort en France le 30 mai 2007 sur PlayStation Portable et le 29 août 2008 sur Xbox 360.

## Système de jeu
Le jeu comporte différents modes, tels que Pro Tour, Arcade, Exhibition, ou encore le mode Défi qui propose des entraînements du mode « Pro Tour » ou 3 mini-jeux : Pac-Man Tennis©, Galaga Tennis© et le Bomb Tennis (Tennis Explosif).
Différents joueurs sont disponibles :
- Chez les hommes : Roger Federer, Rafael Nadal, David Nalbandian, James Blake, Feliciano Lopez, Andreas Seppi, Tomas Berdych et Gael Monfils ;
- Chez les femmes : Justine Henin, Amélie Mauresmo, Martina Hingis, Sania Mirza, Michaella Krajicek, Nicole Vaidisova, Ana Ivanovic, Maria Sharapova.

Son mode de jeu oscille entre arcade et simulation.

## Jeux concurrents
Lors de sa sortie, les principaux jeux concurrents présents sur le marché étaient Virtua Tennis 3© et Top Spin 3©.

## Critiques
Smash Court Tennis 3 reçoit des critiques relativement moyennes, voire mauvaises dans la presse spécialisée.
| Jeu                           | Metacritic | Gamekult |
| ----------------------------- | ---------- | -------- |
| Smash Court Tennis 3 PSP      | 68/100     | 5/10     |
| Smash Court Tennis 3 Xbox 360 | 55/100     | 4/10     |